# アンドーヴァー (イングランド)

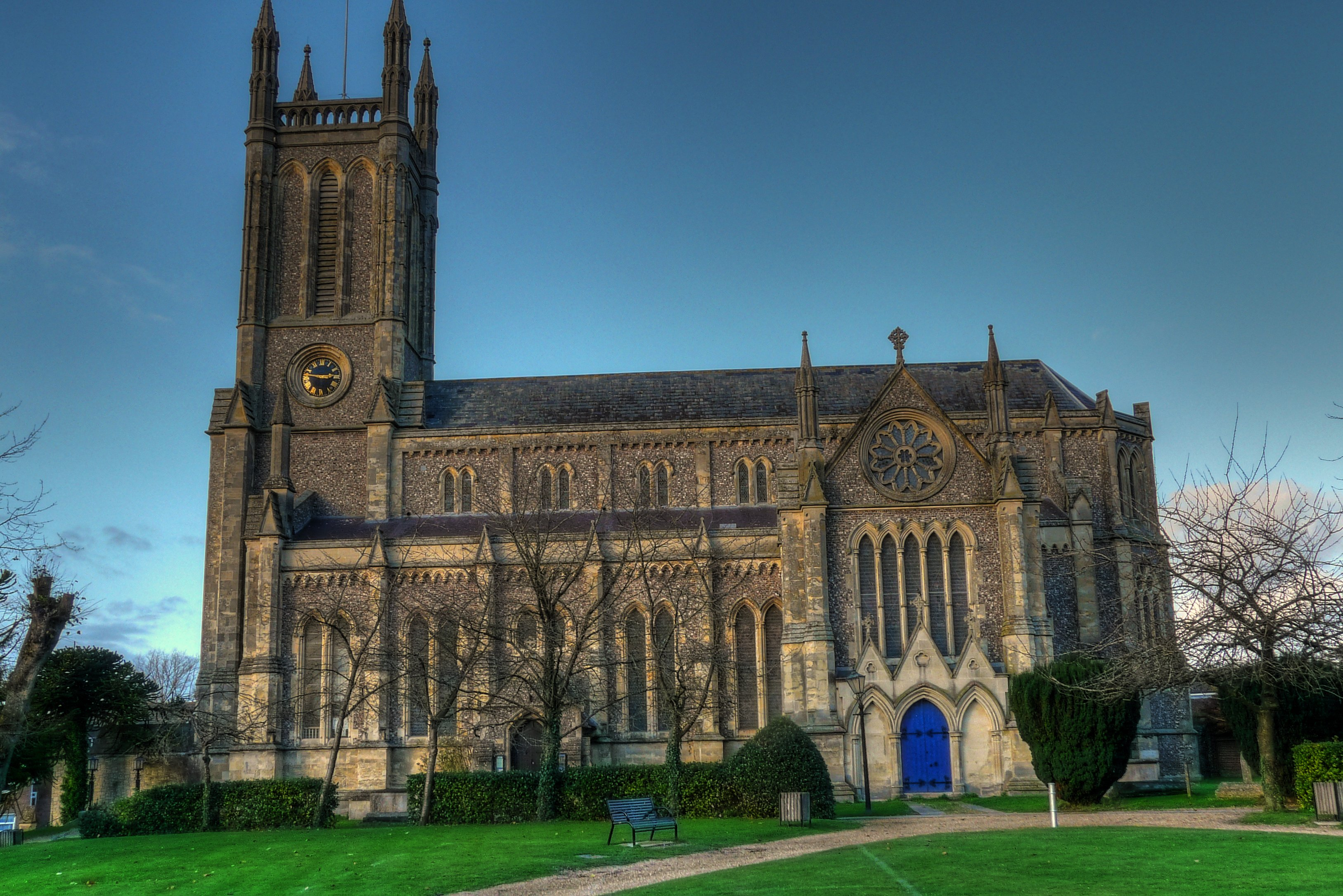

アンドーヴァー（Andover）は、イングランドのハンプシャーのテスト・ヴァレーにあるタウン。
アガサ・クリスティの推理小説『ABC殺人事件』で、「A」の殺人事件が起きた場所である。

## 地形
アンドーヴァーは、行政上はハンプシャーのテスト・ヴァレー内に含まれたタウンであり、アボッツ・アン、アッパー・クラットフォード、レッド・ライスと隣り合っている。

## 交通
サウスウェスト・トレインズのウエスト・オブ・イングランド・メイン線のアンドーヴァー駅が存在する。

## スポーツ
サウザンプレミアフットボールリーグのアンドーヴァーFCはアンドーヴァーを本拠地としている。

## 出身人物
- ケイト・ホーウェイ - 女子柔道家
- リアム・マギリー - 格闘家